# Castrol Honda Superbike Racing
Castrol Honda Superbike Racing es un videojuego de carreras con licencia de motocicleta, desarrollado por Interactive Entertainment. El juego presenta la Honda RVF750 RC45 y los pilotos Aaron Slight y Colin Edwards de la Temporada 1998 del Campeonato del Mundo de Superbikes.

## Jugabilidad
El jugador controla a un motociclista (los nombres predeterminados son A.Slight y C.Edwards) en carreras en varias pistas de carreras internacionales. Los tipos de juegos son "Sesión de práctica" (práctica en solitario), "Sesión de entrenador" (donde el jugador tiene que seguir la bicicleta del entrenador para aprender la línea de carrera óptima), "Carrera única" (una carrera en una pista elegida contra los concursantes) y " Campeonato" (corre toda la temporada). Los dos últimos constan de tres partes: "Sesión de práctica", "Clasificación" y "Carrera". En cada carrera, un campo de ocho ciclistas corre simultáneamente, incluidos los jugadores humanos. Las opciones de juego incluyen Dificultad (Novato, Novato, Amateur, Semiprofesional, Profesional, As), número de vueltas (3, 5, 10 vueltas o "carrera completa", que son 100 km). En la configuración de la bicicleta se puede modificar la caja de cambios (automática o manual), el mando final para cada marcha y el piñón del engranaje.

## Recepción
| Recepción |              |
| --- | ------------ |
| Puntuaciones de reseñas Evaluador Calificación GameRankings 54% [ 4 ] Puntuaciones de críticas Publicación Calificación AllGame [ 5 ] Electronic Gaming Monthly 4.625/10 [ 6 ] [ 7 ] Famitsu 26/40 [ 8 ] GameFan 64% [ 9 ] [ 10 ] Game Informer 6.25/10 [ 11 ] Game Revolution D+ [ 12 ] GameSpot 3.8/10 [ 13 ] IGN 4/10 [ 14 ] Official PlayStation Magazine (EEUU) [ 15 ] The Sydney Morning Herald [ 16 ] |              |
| Puntuaciones de reseñas |              |
| Evaluador | Calificación |
| GameRankings | 54%          |
| Puntuaciones de críticas |              |
| Publicación | Calificación |
| AllGame | [ 5 ]        |
| Electronic Gaming Monthly | 4.625/10     |
| Famitsu | 26/40        |
| GameFan | 64%          |
| Game Informer | 6.25/10      |
| Game Revolution | D+           |
| GameSpot | 3.8/10       |
| IGN | 4/10         |
| Official PlayStation Magazine (EEUU) | [ 15 ]       |
| The Sydney Morning Herald | [ 16 ]       |

El juego recibió críticas mixtas según el sitio web agregación de reseñas GameRankings. John Lee de NextGen dijo del juego, "Puede que aprendas un poco sobre las carreras de bicicletas, pero después de haber recorrido la misma pista una docena de veces, esto es simplemente aburrido". En Japón, donde se desarrolla el juego fue portado y publicado por Success como parte de la serie SuperLite 1500 el 27 de abril de 2000, Famitsu le dio una puntuación de 26 sobre 40 . GamePro dijo: "Si eres un gran fanático de las carreras de superbikes, quizás quieras probar Castrol para satisfacer tus necesidades de superbikes, pero Sería inteligente alquilar antes de comprar. Todos los demás deberían quedarse con Moto Racer 2 para carreras sólidas en motocicletas".
El juego fue revisado por la revista alemana de consolas multiformato "MAN!AC" y recibió una calificación del 58%. La revisión consideró el juego como un "corredor mediocre con muchas pistas de carreras pero imágenes simples y poco realismo en los controles". Janice Tong de The Sydney Morning Herald dijo: "Para cualquiera que esté interesado en las carreras de Superbikes, este juego será mucho más significativo y supongo que siempre existe el elemento nostálgico de interpretar el papel de tu motorista favorito".